# 本井英美
本井英美（日语：本井 英美，1971年10月11日—），日本女性配音員、舞台演員。出身於神奈川縣。身高155cm。O型血。

## 人物
本名和舊藝名相同，現用藝名：本井 。Production baobab所屬、劇團雙六團員和團長（2016年起就任）。
勝田聲優學院、baobab學園（今Visual Space俳優養成所）第8期出身。
興趣：作小道具、飾品配件。

## 演出作品
※粗體字表示說明飾演的主要角色。

### 電視動畫
1992年
- 蠟筆小新（草加由美〈初代〉）

1994年
- 咕嚕咕嚕魔法陣（妖精、少女、新婦）

1995年
- 櫻桃小丸子 (第2期)（1995年－，城崎姬子〈第2代〉）
- 夢幻遊戲（侍女）
- 酷媽寶貝蛋（花園）
- 羅密歐的藍天（女孩子）

1996年
- 魔法少女砂沙美（千里）
- 機動戰艦撫子號（佐藤未可子）

1997年
- 可愛巧虎島（塗鴉的小孩、狸貓小孩）
- 少女革命（大瀨優子、女學生A）
- 爆笑吸血鬼'99（小愛）
- MAZE☆爆熱時空（ダイ）

1998年
- 庫洛魔法使（柳澤奈緒子）
- 蠟筆小新（トモちゃん）
- 槍神Trigun（潔西卡）
- 秀逗博士（春江）
- 炸彈人 彈珠人爆外傳（畢寶、女高中生寶）

1999年
- 臣士魔法劇場 利斯基☆塞夫提（日语：臣士魔法劇場 リスキー☆セフティ）（戀氏春之姬）
- 星界的紋章（家臣）

2000年
- 蒙面貓俠（おばけベビー）
- （龍蝦哥哥）
- 手塚治虫消失了!?20世紀最後的怪事件（日语：手塚治虫が消えた!? 20世紀最後の怪事件）（烏蘭[5]）

2001年
- 天使的尾巴（睦悟郎的母親）
- 地球少女Arjuna（海音的小孩）

2002年
- 我們這一家（電梯小姐、姊姊）
- 十二國記（幼少時期的更夜）
- 炎之蜃氣樓（女學生A）

2003年
- 貯金大冒險（高麗菜）
- 鋼之鍊金術師（瑪琳）
- 探偵學園Q（一之瀨薰）
- 哆啦A夢 (大山羨代版)（少女B、女人B、學生C、女人、女孩、少女A）
- 人間交差點（幼少時期的葉子）

2005年
- MÄR 魔兵傳奇（查普）

2006年
- 蠟筆小新（茶道社社員、女性、天氣預報的大姊姊）

2007年
- DARKER THAN BLACK -黑之契約者-（市川悅子）
- 七色★星露（麻宮夏樹、麻宮秋乃、麻宮冬亞）
- 名偵探柯南（女孩子）

2008年
- 戀姬†無雙（趙雲／華蝶假面）
- Code Geass反叛的魯路修R2（卡琳娜·內·不列顛尼亞[6]、游泳社員）
- 可愛巧虎島（花、坊）
- 名偵探柯南（行動電話的聲音）

2009年
- 真·戀姬†無雙（趙雲）
- 棒球大聯盟 5th season（清水大河的母親）

2010年
- 閃亮雙胞胎（空港工作人員B）
- 真·戀姬†無雙 ～少女大亂～（趙雲）
- 棒球大聯盟 6th season（清水大河的母親、學生）

2011年
- 青之驅魔師（店長）

2014年
- 地球隊長（經理）
- DRAMAtical Murder（Mio）

2018年
- 庫洛魔法使 透明牌篇（柳澤奈緒子[7]）

2024年
- 櫻桃小丸子（山田笑太〈第2代〉[8]）

### OVA
1994年
- 快樂方程式 LEVEL-C（日语：LEVEL-C）（女性社員）
- 我是大哥大!!（學生）
- 銀河英雄傳說

1996年
- 同級生2（永島久美子）
  - 同級生2 Special 卒業生（永島久美子）
- POWER DoLLS ～OMNI戰記2540～（妹）

2004年
- 小茜的狂熱追求者 ～流星傳說剛田～（日语：アカネマニアックス〜流れ星伝説剛田〜）（香月夕呼）

2009年
- （趙雲）

2010年
- （趙雲）

2011年
- （趙雲）

### 電影動畫
1994年
- 劇場版 足球小將翼：最強敵人（久美）

1996年
- 劇場版 咕嚕咕嚕魔法陣（B）

1998年
- 機動戰艦撫子號 -The prince of darkness-（佐藤未可子）
- 藍色恐懼[9]

1999年
- 原子小金剛 ～青騎士之卷～（烏蘭）

2000年
- 劇場版 庫洛魔法使：被封印的卡片（柳澤奈緒子[10]）
- 放寒假了。全員集合！（長女·壽）
- 規則人的交通安全（少女）

2002年
- 帕盧姆之樹（小時候的考拉姆）

2004年
- 劇場版 犬夜叉：紅蓮的蓬萊島（藍）

2008年
- 劇場版 棒球大聯盟：友情的一球（清水薰的母親）

### 網路動畫
2006年
- （香月夕呼）

### 遊戲
1996年
1998年
- 機動戰艦撫子號 The blank of 3 years（佐藤未可子）
- 擁抱季節（ユウコ）
- 少女革命 遲早被革命的物語（大瀨優子）
- 初吻☆物語（日语：ファーストKiss☆物語）（森村恭子）
  - '98（艾夏）[注 2]

1999年
- 庫洛魔法使（柳澤奈緒子）[注 3]
- 純愛手札2（野咲菫）
- POWER DoLLS 3（ナリス·エリクソン）
- 勁舞魔法氣泡 -featuring ELLENA System-（日语：ぷよぷよDA! -featuring ELLENA System-）（阿露露·納亞（日语：アルル・ナジャ））
- 勁舞魔法氣泡（日语：ぷよぷよ〜ん）（阿露露·納亞、分身阿露露）

2000年
- （清瀨惠美）
- 音速小子大集合（日语：ソニックシャッフル）（艾咪·羅絲（日语：エミー・ローズ））[注 4]
- 純愛手札2外傳 ～仲夏熱舞～（壽美幸的母親）
- （阿露露·納亞、分身阿露露、小丑）
- 夢之翼（日语：夢のつばさ）（瑞雲靜紅）

2001年
- 夢之翼 Fate of Heart（日语：夢のつばさ）（瑞雲靜紅）
- KID混合地帶（日语：KID MIXセクション）（瑞雲靜紅）
- 純愛手札2 對戰方塊（野咲菫）
- Phantom -PHANTOM OF INFERNO-（窪田早苗）
- 稜鏡之心（日语：プリズム・ハート）（科梅特）

2002年
- 純愛手札2 Music Video Clips ～相逢馬戲團～（野咲菫）
- Braveknight ～莉維大地英雄傳～（日语：Braveknight 〜リーヴェラント英雄伝〜）（雅瑞安娜·梅伊克利爾）

2003年
2004年
- 貯金大冒險！4 邦克之森的守護神（日语：コロッケ!4 バンクの森の守護神）（高麗菜）
- 貯金大冒險Great 時空的冒險者（日语：コロッケ!Great 時空の冒険者）（高麗菜）

2005年
- 貯金大冒險DS 天空的勇者們（日语：コロッケ!DS 天空の勇者たち）（高麗菜）
- 風雨來記（日语：風雨来記2）（芹澤暦）

2006年
- 推理（日语：ミステリート (第1作)）（七尾芹菜）
- 妖人 -幻妖異聞錄-（日语：あやかしびと）（冰鷹零菜、冰鷹一菜）
- We Are*（大濠朱實）
- 柏青哥天堂13 ～超級海與職業柏青哥風雲錄～（日语：パチパラシリーズ#プレイステーション2）（小川裕太）
- Muv-Luv全年齡版（香月夕呼）
- Muv-Luv Alternative全年齡版（香月夕呼）

2007年
- 七色★星露 pure!!（麻宮夏樹、麻宮秋乃、麻宮冬亞）

2008年
- 戀姬†夢想 ～心跳☆滿是少女的三國演義～（趙雲）
- School Days L×H（伊藤誠的母親）
- 風雨來記2 nice price！（日语：風雨来記2）（芹澤曆）
- 推理PORTABLE／Windows ～八十神薰的挑戰！～（七尾芹菜）
- 幻影少年 cross road
- 桃色大戰（フランセット）

2009年
- 櫻桃小丸子DS 小丸子的市鎮（城崎姬子）

2010年
- 真·戀姬†夢想 ～少女繚亂☆三國演義～ 蜀篇（趙雲）

2012年
- 真·戀姬†夢想 ～少女對戰★三國演義～（日语：真・恋姫†夢想 〜乙女対戦★三国志演義〜）（趙雲）
- Muv-Luv Alternative Chronicles 再誕（香月夕呼[11]）

2014年
- DRAMAtical Murder 戲劇性謀殺（ミオ）
- 戀姬†演武（趙雲[12]）

2016年
- 戀姬†演武（趙雲）[注 5]

2017年
- 你所期望的真愛（香月夕呼）

2019年
- 庫洛魔法使 快樂回憶（柳澤奈緒子[13]）

### 廣播劇CD
年份不詳
- 純愛手札2 Vocal Tracks 2（野咲菫）
- Please teach！My Angel（日语：Please teach! My Angel）（天川聖玲奈）

1995年
- 橙路Original（春日久留美）

1996年
- X CHARACTER FILE（塔城霞月）
- TWIN SIGNAL -SOUND THEATER-（皇后、瑪莉耶露）

1997年
- 同級生 戀愛專科2（永島久美子）
- HYPER杏奈（日语：ハイパーあんな）（野中小菊）
- 爆笑吸血鬼'99 廣播劇CD篇（小愛）

1998年
- 庫洛魔法使 原聲廣播劇1：小櫻和母親的風琴（日语：カードキャプターさくら オリジナル・ドラマアルバム#さくらとお母さんのオルガン）（柳澤奈緒子）
- 初吻☆物語（日语：ファーストKiss☆物語）（森村恭子）

1999年
- 庫洛魔法使 原聲廣播劇2：甜蜜的情人節物語（日语：カードキャプターさくら オリジナル・ドラマアルバム#スィートバレンタインストーリーズ）（柳澤奈緒子）

2000年
- 男男最遊記（日语：私立荒磯高等学校生徒会執行部）I（石橋夏美）
- 機動戰艦 續·洒落俱樂部（サトウ·ミカコ）
- 夢之翼（日语：夢のつばさ） 廣播劇CD（瑞雲雫）

2001年
- STAR OCEAN EX Navigation.1 被封印的魔之古城（少女）

2002年
- 男男最遊記III（石橋夏美）

2003年
- 封魔少年焰&陣 ～櫻吹雪消失之謎～ 前後篇（廣田）

2006年
- LITTLEWITCH ROMANESQUE ～eternus～（日语：少女魔法学リトルウィッチロマネスク）（艾莉雅·凡克利夫）

2007年
- 七色★星露 特別CD1（麻宮夏樹、麻宮秋乃、麻宮冬亞）

2010年
- 真·戀姬†無雙 廣播劇CD（趙雲）
- LaLa 附錄廣播劇CD「夏目音物語集」 （阿姨）[注 6]

2015年
- 戲劇性謀殺 廣播劇CD vol.5（美緒）

2018年
- 解謎R.P.G. Battle-Side & Love-Side COMPLETE DISC（白魔女、親子）

### 外語配音
※作品依英文名稱及英文原名排序。

#### 電影
- 奪命總動員 ※富士電視台版。
- 一個都不能少

#### 電視影集
- 聖女魔咒 (第2季)
- 雞皮疙瘩（英语：Goosebumps (TV series)）（雪莉）※NHK版。
- 少年救護隊（英语：In a Heartbeat）
- 尼基塔女郎 (第2季)

#### 動畫
- 唐老鴨俱樂部（交換手）
- 大力士（英语：Hercules (1998 TV series)）（女學生）
- 番茄醬（英语：Ketchup: Cats Who Cook）（貓咪小孩、金傑）
- 長著駝峰的小馬（俄语：Конёк-Горбунок）
- 小小露露秀（露露）
- 魔法校車（溫黛·李〈山中麗莎（英语：Lisa Yamanaka）〉）
  - 魔法校車 (第2季)（溫黛·李〈山中麗沙〉）
- 菲力貓 (1997年版)（泳裝女子、母親）
- 辛普森一家（珍妮、少女）
- 霹靂小旋風（布倫達／繩女〈阿萊娜·尤波奇〉）
- 佳麗村三姊妹

### 柏青哥遊戲
2012年
- CR戀姬†無雙（趙雲）

2014年
- CR戀姬†夢想 （趙雲）

2017年
- CR戀姬†夢想！（趙雲）

### 旁白
- （2002年，TBS）
- Total Eclipse 高潮直前SP（2012年11月18日，東京電視台）

### 廣播節目
- （年份不詳，JAM STATION ch.4：嚮導）
- 廣播戀姬†無雙 ～愛紗與鈴鈴與○○的事～（2008年，第3回）
- Muv-Luv廣播 Unlimited（日语：マブラヴラジオ#アンリミテッド）（2009年4月10日－12月19日）

#### 廣播劇
- X 角色檔案（1996年，塔城霞月）

#### 廣播劇CD、對話CD
- 戀姬†無雙 DVD第1卷初回限定版特典 戀姬†無雙廣播出張版CD（特別嘉賓，2008年10月1日）
- 廣播戀姬†無雙 ～HAWAWA！又得重頭編輯了～（2009年1月23日）
- 真·戀姬†無雙 ～少女大亂～ DVD／BD第1卷初回限定版特典 真·廣播戀姬†無雙DVD出張版CD（特別嘉賓，2010年8月4日）
- （2015年）

### 舞台
- 劇團雙六（日语：劇団すごろく） 各場公演
- 朗讀劇 （小山佐知子、大熊沙耶香）

### 布偶劇
- （木下馬修）
- 遊戲捉迷藏（〈代演[注 7]〉）

## 音樂作品

### 角色歌曲
| 發行日期 | 標題                                               | 名義 | 曲名                                    | 備註                                          |
| 1997年   | 1997年                                             | 1997年 | 1997年                                  | 1997年                                        |
| -------- | -------------------------------------------------- | --- | --------------------------------------- | --------------------------------------------- |
| 4月23日  | 「機動戰艦撫子號」 ～明天的艦長就是你！            | 一城美由希、松澤由實、本井英美、川上倫子、中川玲、矢島晶子                                                                             | 「銀河」                                | 電視動畫《機動戰艦撫子號》相關歌曲            |
| 4月23日  | 「機動戰艦撫子號」 ～明天的艦長就是你！            | 松澤由實、本井英美、川上倫子、中川玲、矢島晶子                                                                                         | 「Delicious Island (Original Version)」 | 電視動畫《機動戰艦撫子號》相關歌曲            |
| 1999年   |                                                    | |                                         |                                               |
| 1月17日  | 初吻☆物語 形象歌曲book                             | 森村恭子（本井英美） | 「」                                    | 遊戲《初吻☆物語》相關歌曲                     |
| 2000年   |                                                    | |                                         |                                               |
| 3月24日  | 機動戰艦撫子號 續·洒落俱樂部                       | 川上倫子、矢島晶子、本井英美、中川玲                                                                                                   | 「」                                    | 電視動畫《機動戰艦撫子號》劇中插入歌          |
| 5月10日  | 純愛手札2 Vocal Tracks 2                           | 野菫（本井英美） | 「雲追 ～tears for joy～」              | 遊戲《純愛手札2》插入歌                       |
| 11月1日  | 夢之翼 Sound Collection                            | 瑞雲雫（本井英美） | 「夢」                                  | 遊戲《夢之翼》片頭主題曲                      |
| 2001年   |                                                    | |                                         |                                               |
| 12月19日 | 庫洛魔法使 主題歌精選                              | 木之本櫻（丹下櫻）、大道寺知世（岩男潤子）、李苺鈴（野上尤加奈）、佐佐木利佳（川上倫子）、柳澤奈緒子（本井英美）、三原千春（松本美和） | 「GET YOUR LOVE」                       | 電視動畫《庫洛魔法使》形象歌曲                |
| 2002年   |                                                    | |                                         |                                               |
| 5月22日  | 純愛手札2 Vocal Tracks 5                           | 野菫（本井英美） | 「涙」                                  | 遊戲《純愛手札2》相關歌曲                     |
| 5月22日  | 純愛手札2 Vocal Tracks 5                           | Hibikino Happy Bells | 「Ringings go on forever」              |                                               |
| 5月      | 純愛手札2 Happy Talk CD                            | Hibikino Happy Project | 「！！ ～'99～」                        |                                               |
| 2010年   |                                                    | |                                         |                                               |
| 7月21日  | 真·戀姬†無雙 角色歌曲專輯「真·戀姬†無雙 歌將大亂」 | 趙雲（本井英美） | 「夢」                                  | 電視動畫《真·戀姬†無雙 ～少女大亂～》相關歌曲 |

## 腳註

## 外部連結
- 本井英美｜Production BAOBAB （页面存档备份，存于） （日語）
- 本井英美｜劇團雙六 （页面存档备份，存于） （日語）－劇團雙六公式官網的團員簡介。